# Knud Enggaard
Knud Enggaard (* 4. Juni 1929 in Odder; † 11. April 2024) war ein dänischer Politiker. Er hatte im Laufe seiner Karriere mehrere Ministerposten inne.

## Leben
Enggaard legte 1944 sein Präliminarexamen an der Viborg Realskole ab und wurde 1947 Schüler an der Viborg Katedralskole. 1954 erhielt er seinen universitären Abschluss als cand. polyt. 1954 erhielt er den Rang eines Leutnants der Reserve im technischen Korps des Heeres und wurde 1958 beim Flugmaterialkommando angestellt. Von 1957 bis 1959 war Enggaard Vizevorsitzender von Venstres Ungdom und anschließend bis 1962 Vorsitzender; zwischen 1957 und 1962 sowie von 1965 bis 2007 war er Mitglied des Hauptvorstands von Venstre und zwischen 1966 und 1982 sowie von 1994 bis 2005 Mitglied des Kommunalvorstands. Von 1962 bis 1964 war Enggaard Vorsitzender des gemeinsamen Rates der Dänischen Jugend. 1961 wurde er von seiner Partei für den Køgekreds aufgestellt und saß für diesen Wahlkreis zwischen 1964 und 1971 im Folketing, von 1971 bis 1977 hatte er das Mandat des Silkeborgkreds inne. Zwischen 1979 und 1981 – in dieser Zeit auch als Mitglied des Präsidiums –, von 1984 bis 1988 und von 2000 bis 2001 war er abermals Mitglied des Folketings. Dabei war Enggaard zwischen 1970 und 1971 sowie zwischen 1973 und 1977 Vorsitzender der Venstre-Parlamentsgruppe.
Zwischen 1970 und 1971, 1973 und 1977, 1979 und 1981 sowie 1993 und 1998 war er Mitglied des Nordischen Rates und dabei zwischen 1976 und 1977 sowie 1981 und 1996 Präsident des Rates.
1978 trat Enggaard als Innenminister in die Regierung Schlüter I ein. Von 1982 bis 1986 war er Energieminister, von 1986 bis 1987 abermals Innenminister, von 1987 bis 1988 Wirtschaftsminister, von 1988 bis 1993 Verteidigungsminister und zudem von 1992 bis 1993 Minister für nordische Anliegen. Danach war er von 1993 bis 1998 Vorsitzender des Verteidigungsausschusses des Folketings. Nach seinem Ausscheiden aus dem Folketing war er von 2000 bis 2003 Vorsitzender der Foreningen Norden.

## Publikationen (Auswahl)
- 50 år: Nordisk Råd, 1952–2002: till nordisk nytte? Nordisk Råd, Kopenhagen 2002, ISBN 92-893-0797-8 (als Redakteur).

## Auszeichnungen
- Ritterkreuz des Dannebrogordens
- Komtur erster Klasse des Dannebrogordens